# M.S. Vaz Diasbrug
De M.S. Vaz Diasbrug (brug 238),  is een basculebrug in Amsterdam-Centrum.
De brug verbindt het Jonas Daniel Meijerplein met de Weesperstraat. Ze overspant de Nieuwe Herengracht. De geschiedenis van de brug vertoont gelijkenis met de L.H. Sarlouisbrug, Dr. Dünnerbrug en Dr. Meijer de Hondbrug in de Weesperstraat. De bruggen waren constant aan vernieuwingen en aanpassingen onderhevig als gevolg van de uitdijende stad en het daarmee gepaard gaande groeiende verkeersaanbod. 
Onder de aanloophelling van de brug bevindt zich ook een fietstunnel, zodat langzaam verkeer onder de Weesperstraat door kan. 

## Geschiedenis
De 20e eeuw begon met een dubbele basculebrug uit 1875. In 1904 werd die vervangen door een ijzeren ophaalbrug naar een ontwerp van Wichert Arend de Graaf. De brug was 7,24 meter breed. Hij sloot nog aan op de nog smalle Weesperstraat (ter vergelijking ongeveer gelijk aan de huidige Leidsestraat. Over de brug reed toen ook een tram op enkelspoor, eerst lijn 7 maar die werd een jaar later vernummerd in lijn 8 en in 1942 opgeheven. Van  1952 tot 1961 reed er lijn 5. 
In 1931 kwam het "Voorlopig schema van verkeersverbeteringen" op tafel. De Weesperstraat zou een primaire hoofdweg worden. De brug moest daarop in 1937 vervangen door een tien meter brede ophaalbrug van de derde generatie. De straat werd als gevolg van de Tweede Wereldoorlog pas in 1953 onderhanden genomen. Die nieuwe brug kwam van het bureau onder leiding van Piet Kramer van de Dienst der Publieke Werken. Kramer liet meest bruggen bouwen in de Amsterdamse Schoolstijl, maar die is vanwege het vele baksteen niet toepasbaar bij ophaalbruggen. Kramers stijl was echter wel te vinden in de walkanten en landhoofden. Bij de opening was aanwezig de opperrabbijn Lodewijk Hartog Sarlouis, naar wie vele jaren later de volgende brug in de Weesperstraat werd genoemd. In 1961 werd begonnen met de drastische verbreding van de Weesperstraat en daarbij werd meteen ook deze brug meegenomen. Op 1 december 1964 werd de nieuwe dertig meter brede brug geopend, waarbij toenmalige wethouder van Publieke Werken Joop den Uyl aanwezig was. Hij liep samen met een aantal anderen over de brug, die toen ook haar vernoeming kreeg naar Mozes Salomon Vaz Dias, oprichter van het Persbureau M.S. Vaz Dias dat in 1936 opging in het ANP. De heren hadden het druk want op dezelfde dag werden ook bruggen met nummers 345, 349 en 771 geopend. De tram keerde niet meer terug, maar werd pas in 1965 door een buslijn vervangen. Sindsdien wordt de brug intensief door het verkeer gebruikt (de term hypermoderne radiaalweg werd genoemd bij de verbreding), mede omdat ze in de doorgaande route tussen de IJtunnel en het Amstelstation ligt. Sinds 1980 rijdt er geen openbaar vervoer meer over de brug maar onder de brug ligt wel de tunnel van de Oostlijn van de metro. In 2000 werd het door een gewijzigd verkeersplan (auto’s de binnenstad uit) een stuk rustiger op de brug.
Nabij de brug ligt het in 1967/1968 aangelegde Mr. Visserplein, mede ontwerpen door Kramers opvolger Dick Slebos, dat in de jaren negentig werd opgeofferd aan het nieuwe verkeersplan, waarbij de in Amsterdam beruchte voetgangerstunnel sneuvelde. Ook de autotunnel aansluitend op de brug verdween toen.

## Kunst
Op de brug zijn vier kunstwerken te zien:
- de brugleuningen kwamen van de hand van kunstenaar Herman van der Heide, opmerkelijk de medeontwerper van de hiervoor gelegen ophaalbrug Piet Kramer stond bekend om zijn siersmeedijzeren balustrades
- het afwijkende naambordje gemaakt door Herman van der Heide
- het in 1967 geplaatste Monument Vaz Dias gewijd aan Vaz Dias, is eveneens van Herman van der Heide en het
- gedicht Wibautotisme, een protest ("damp en gif") tegen de tot snelweg omgebouwde Wibautstraat even verderop gelegen, van Kristiaan Kanstadt aangebracht in twaalf panelen onder de val.

## Afbeeldingen

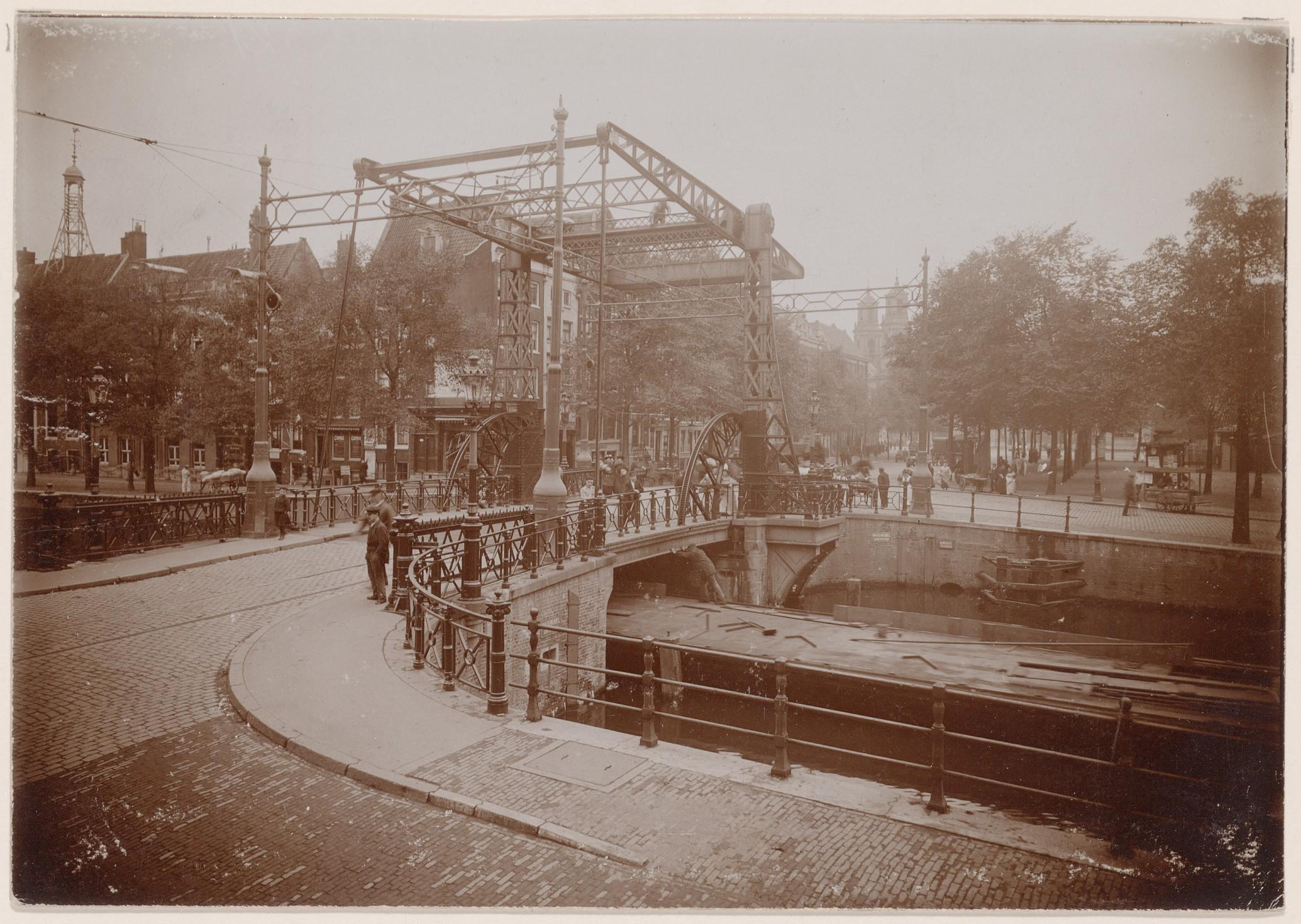
Brug rond 1900
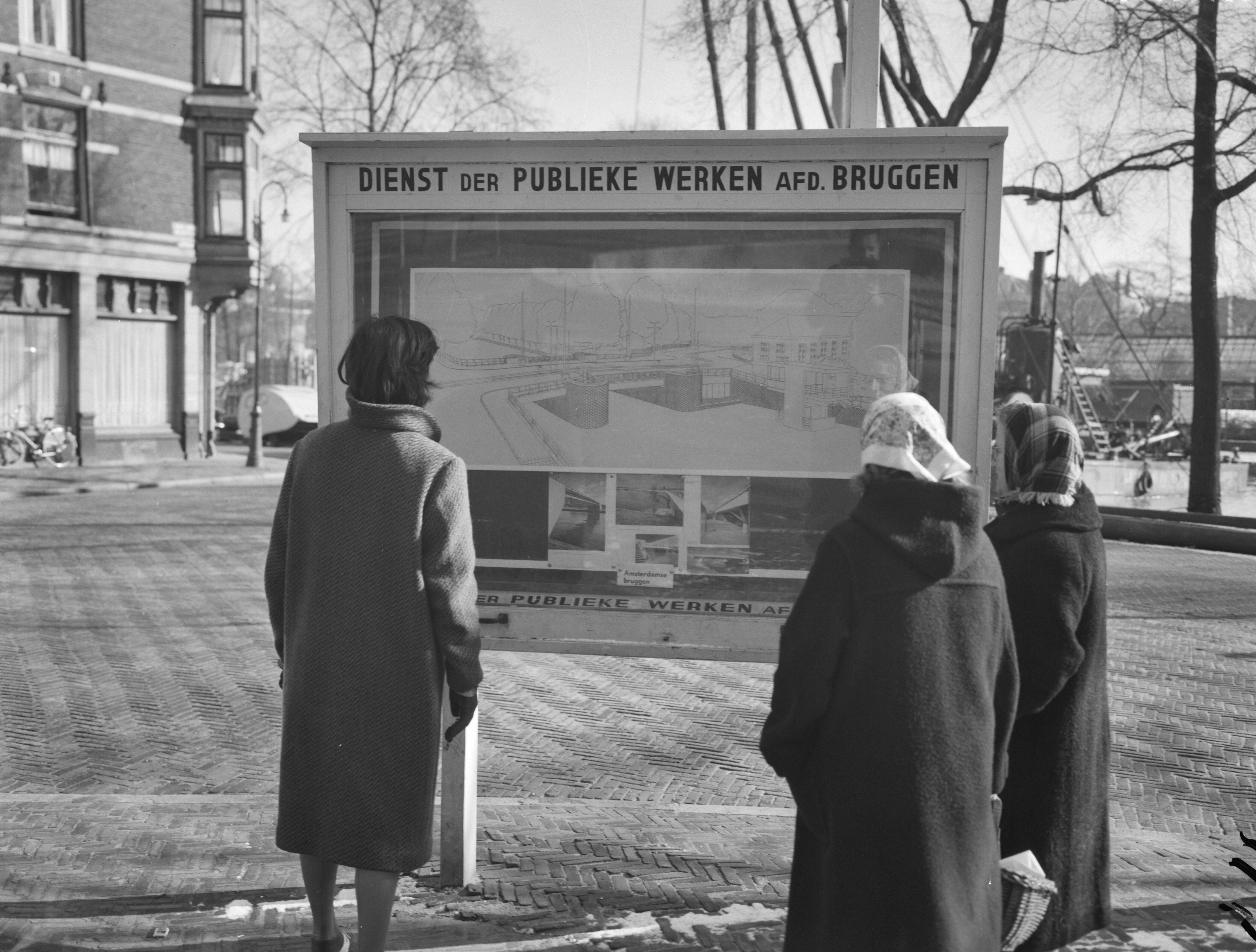
Een paar dames bestuderen aandachtig een plakkaat met de bouwtekening van de nieuw te bouwen brug. 1960.
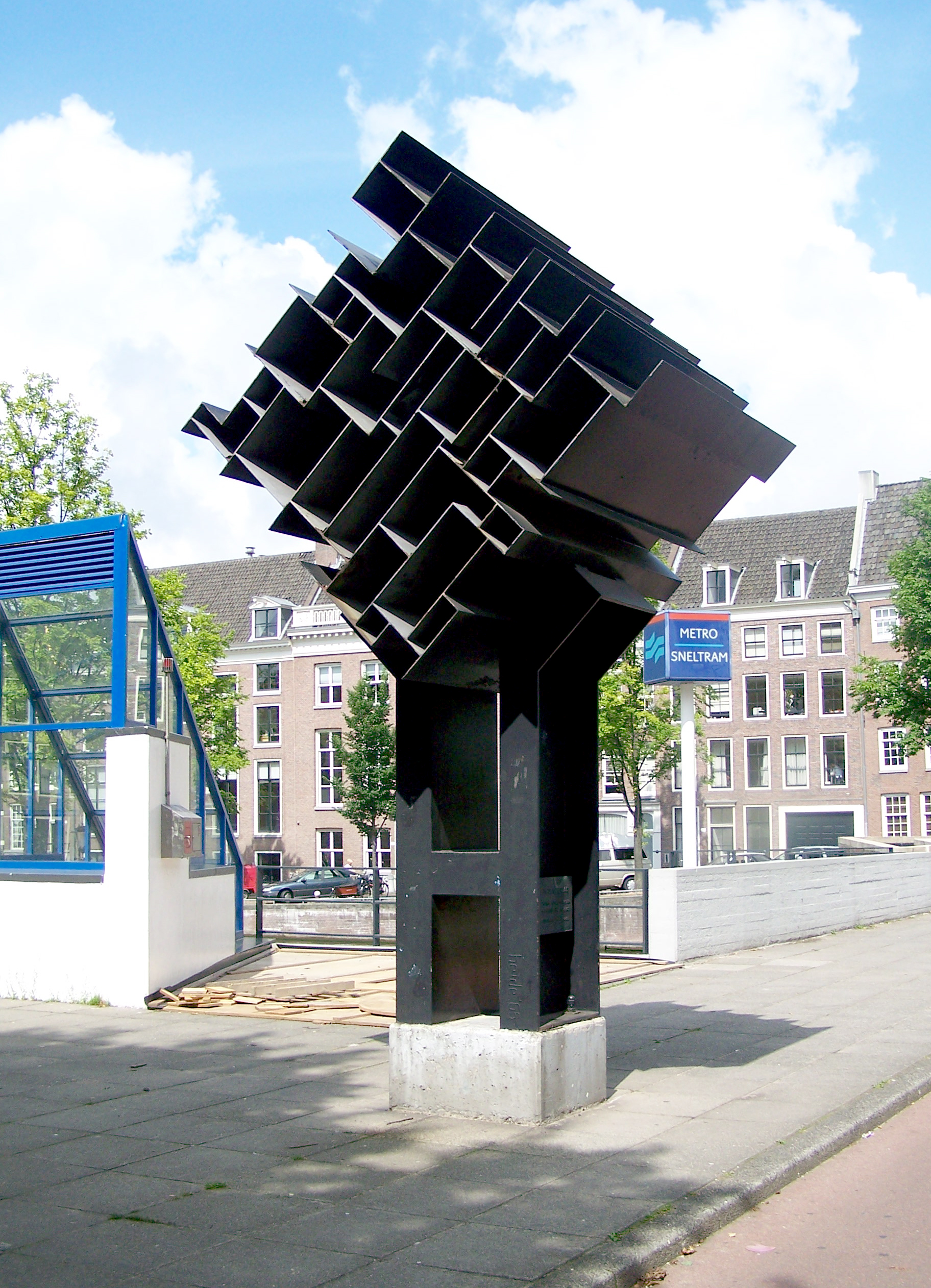
Het monument
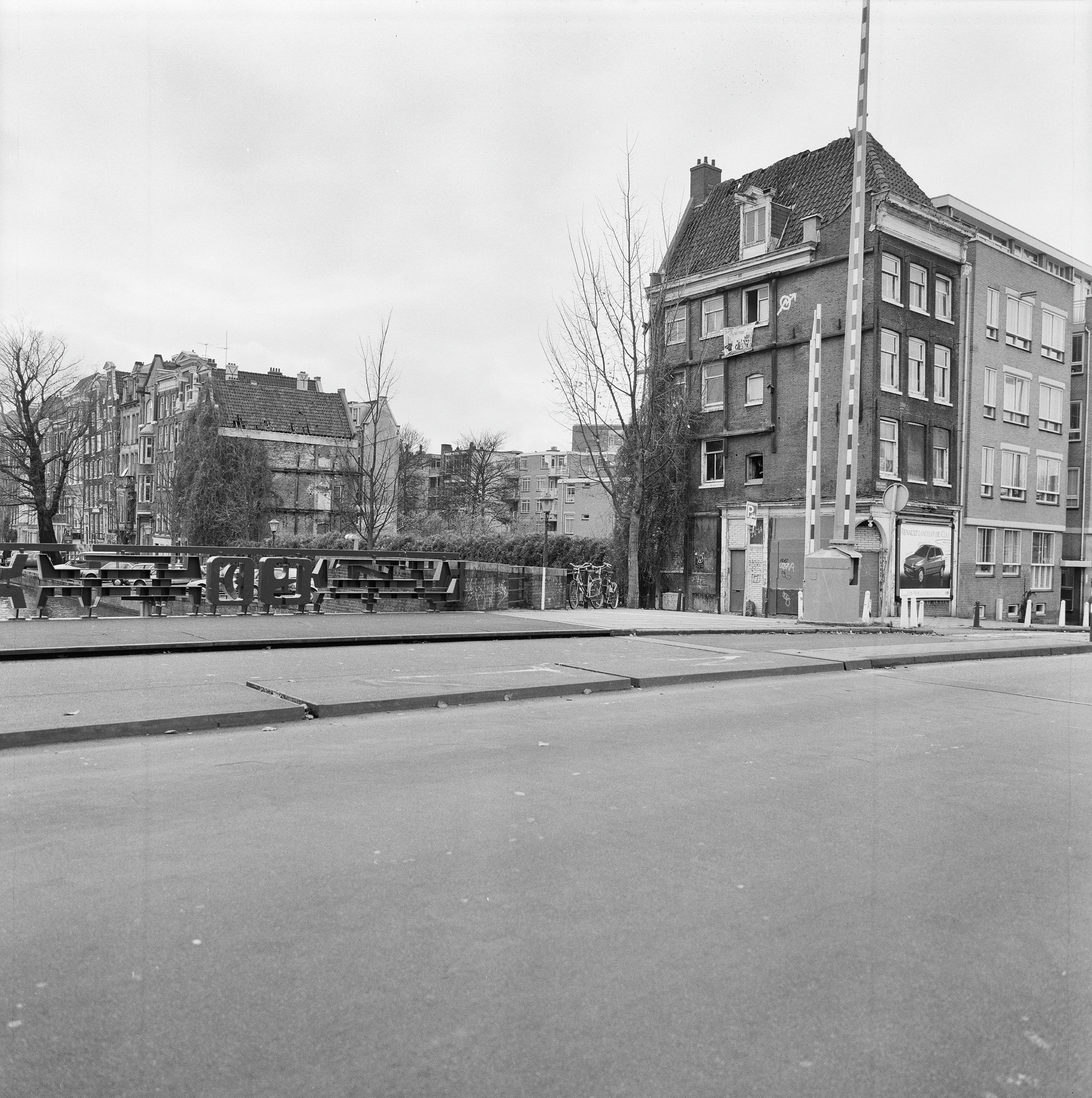
De brug in 1990 met sierbalustrades
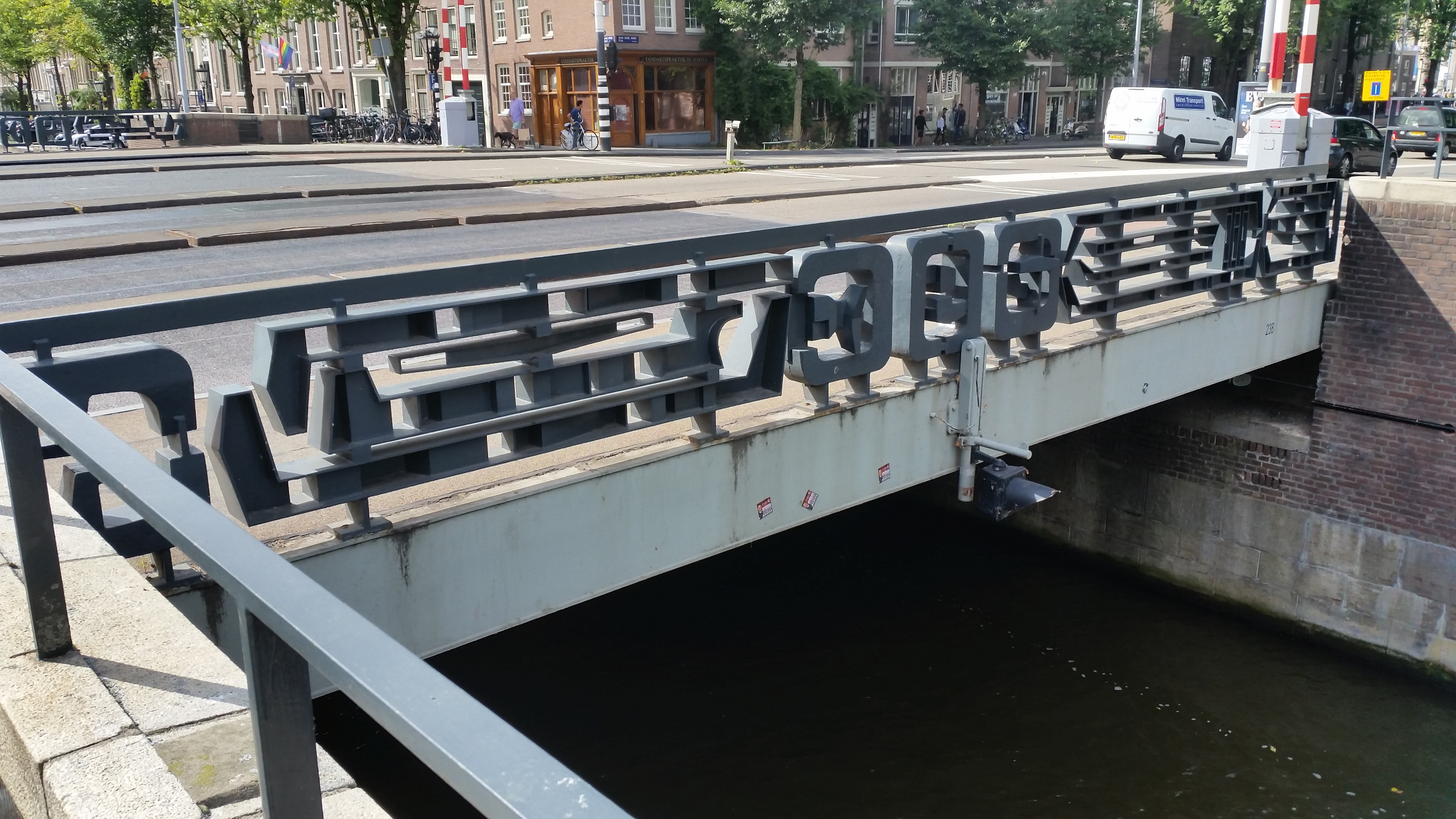
Plastiek van Van der Heide (augustus 2018)
- Het openen en sluiten van bruggen. (maart 2021)
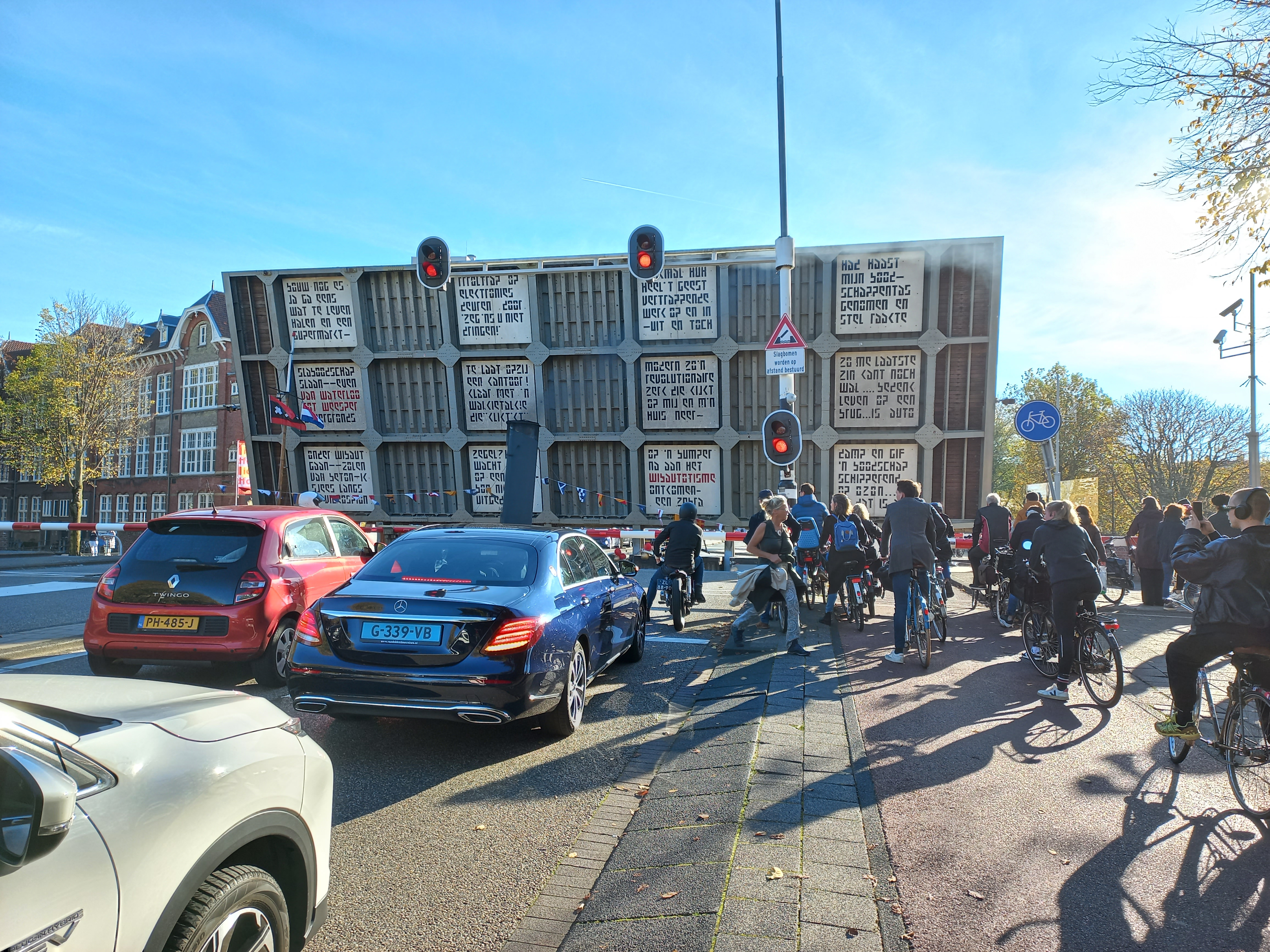
Wibautotisme (november 2022)

<<< · 200 · 201 · 202 · 203 · 204 · 205 · 206 · 207 · 208 · 209 ·  210 · 211 · 212 · 213 · 214 · 215 · 216 · 217 · 218 · 220 · 221 · 222 · 223 · 224 · 225 · 226 · 227 · 228 · 228P · 229 · 230 · 231 · 232 · 233 · 234 · 235 · 236 · 237 · 238 · 239 ·  240 · 241 · 242 · 243 · 244 · 245 · 246 · 247 · 248 · 249 ·  250 · 251 · 252 · 253 · 254 · 255 · 256 · 257 · 258 · 259 · 260 · 261 · 262 · 263 · 264 · 265 · 266 · 267 · 270 · 271 · 272 · 273 · 274 · 275 · 277 · 278 · 279 · 280 · 281 · 283 · 285 · 286 · 287 · 288 · 289 · 290 · 291 · 292 · 293 · 295 · 296 · 297 · 298 · 299 · >>>
Brugnummers 219, 268, 269, 276, 282, 284, 294 zijn niet (meer) in omloop.